# Festival Internacional de Música Colonial Brasileira e Música Antiga
Le Festival Internacional de Música Colonial Brasileira e Música Antiga est un festival de musique organisé annuellement dans la ville brésilienne de Juiz de Fora.

## Histoire
Destiné à l'étude et à l'interprétation de la musique ancienne et organisé par le Pro-Rectorat de la culture et le Centre culturel Pro-Musique de l'Université fédérale de Juiz de Fora, il s'agit de l'un des événements les plus importants et les plus traditionnels de ce type au Brésil,,. En 2018, il en est à sa 29e édition. Son programme comprend des concerts vocaux et instrumentaux, y compris des opéras, toujours gratuits, ainsi que des ateliers d'étude, des masterclasses, des cours, des conférences, des expositions, des lancements de publications et des enregistrements, et il organise régulièrement des séminaires et des congrès parallèles de musicologie,,. La Rencontre de musicologie historique a lieu tous les deux ans et présente des recherches sur le thème proposé pour l'édition de l'année.
Le festival accueille des professeurs, des interprètes et des ensembles venus de l'étranger et de différentes régions du pays, et dispense des cours à des centaines d'étudiants,,. Dès 2000, l'orchestre baroque, composé de professeurs, est dirigé par le chef d'orchestre et violoniste Luís Otávio Santos, formé en Hollande, où il a reçu le prix Diapason d’or pour son enregistrement des sonates de Jean-Marie Leclair. Sous sa direction, l'orchestre a élevé le niveau technique de ses interprétations et a réalisé de nombreux enregistrements, salués pour leur qualité et leur importance,,,.
Le festival contribue à un renouveau dans le domaine de la musique ancienne au Brésil, en introduisant des concepts d'interprétation historique et en formant un nouveau public, et est reconnu comme patrimoine immatériel de la ville,. 